# Franc CFA de l'Àfrica Occidental
El franc CFA de l'Àfrica Occidental (en francès Franc CFA o, simplement, Franc) és la moneda de 8 estats africans que eren colònies franceses, amb l'excepció de Guinea Bissau (antiga colònia portuguesa).
Aquests estats són Benín, Burkina Faso, la Costa d'Ivori, Guinea Bissau, Mali, el Níger, el Senegal i el Togo, agrupats en la Unió Econòmica i Monetària de l'Oest d'Àfrica (UEMOA).
El codi ISO 4217 és XOF i s'acostuma a abreujar FCFA. Se subdivideix en 100 cèntims (centimes), però la fracció fa temps que ja no s'utilitza.
Les sigles CFA originàriament significaven «Colònies Franceses de l'Àfrica». Durant el procés de descolonització va passar a ser «Comunitats Franceses de l'Àfrica». Avui, «franc CFA» significa «franc de la Comunitat Financera de l'Àfrica».
El seu valor és fix respecte a l'euro: 100 francs CFA = 0,152449 euros, o 1 euro = 655,957 francs CFA. Té el mateix valor que el franc CFA de l'Àfrica Central (1 € = 655,957 XOF = 655,957 XAF), però no són intercanviables.

## Monedes i bitllets
Emès pel Banc Central dels Estats de l'Àfrica Occidental (Banque Centrale des États de l'Afrique de l'Ouest, BCEAO), amb seu a Dakar (Senegal), en circulen monedes d'1, 5, 10, 25, 50, 100, 200 i 500 francs i bitllets de 1.000, 2.000, 5.000 i 10.000 francs.